# رولاند جوميز
رولاند جوميز (بالإنجليزية: Rolando Gomez)‏ هو مصور أمريكي، ولد في 1962.